# Gonolobus glaberrimus
Gonolobus glaberrimus là một loài thực vật có hoa trong họ La bố ma. Loài này được (Woodson) W.D.Stevens mô tả khoa học đầu tiên năm 2005.